# Azy-le-Vif
Azy-le-Vif település Franciaországban, Nièvre megyében. Lakosainak száma 195 fő (2022. január 1.). Azy-le-Vif Saint-Parize-le-Châtel, Chantenay-Saint-Imbert, Luthenay-Uxeloup, Neuville-lès-Decize, Saint-Pierre-le-Moûtier és Toury-sur-Jour községekkel határos.

## Népesség
A település népességének változása:
| Lakosok száma | 217  | 209  | 213  | 206  | 204  | 204  | 203  | 201  | 195  |
|               | 2013 | 2015 | 2016 | 2017 | 2018 | 2019 | 2020 | 2021 | 2022 |